# Ҝ
Ҝ, ҝ は、キリル文字のひとつ。アゼルバイジャン語で使用されていた。

## 呼称
- 不明
  - Unicode名はCYRILLIC CAPITAL/SMALL LETTER KA WITH VERTICAL STROKE（大文字/小文字）

## 音素
[ɟ]（有声硬口蓋破裂音）

## アルファベット上の位置
- アゼルバイジャン語の第15字母。

## Ҝに関する諸事項
アゼルバイジャン語は、1940年にラテン文字表記からキリル文字表記に改められた。1991年に、再びラテン文字の復活が決定され、2003年からキリル文字による表記は廃止された。（アゼルバイジャン語の項から趣意を抜粋）